# Videoclub
A Videoclub (stilizálva: VIDEOCLUB) francia zenei művészduó, melyet Adèle Castillon és Matthieu Reynaud alkotott. A projektet 2018-ban hozta létre a két zenész. A 2018 szeptemberében megjelent Amour plastique című dalukkal váltak népszerűvé.
Összesen 7 kislemezt, egy kollaborációs albumot és egy stúdióalbumot adtak ki. 2021. március 31-én került bejelentésre, hogy Matthieu elhagyja a projektet, a pár szakítása miatt.

## Története
Közös munkájuk előtt Castillon színésznő volt, aki YouTube-csatornájára töltött fel videókat. Reynaud édesapja zenész volt, a zeneszerzés alapvető ismereteit tőle tanulta. Castillon és Reynaud egy közös barátjukon keresztül ismerkedtek meg, ezt követően döntöttek úgy, hogy együtt zenélnek.

## Zenei stílus
Az együttes stílusára leginkább az 1980-as évek hatott, azonban kortárs elemek is felfedezhetőek. Az Odezenne, a Superbus, a Fauve, a Vendredi sur Mer, a Dinos, Mac DeMarco, a Tame Impala és a Chromatics előadókat az együttes zenéjének inspirációs forrásaként említették. Matthieu Reynaud gitárriffjeire olyan 1980-as évekbeli együttesek voltak hatással, mint a The Cure, a New Order és a Pixies.

## Diszkográfia

### Stúdióalbumok
- 2021 – Euphories

### Kislemezek
- Amour plastique (2019)
- Roi (2018)
- Mai (2019)
- Enfance 80 (2020)
- Euphories (2020)
- SMS (2021)

## Fordítás
Ez a szócikk részben vagy egészben  a   Videoclub című angol Wikipédia-szócikk ezen változatának fordításán alapul.  Az eredeti cikk szerkesztőit annak laptörténete sorolja fel. Ez a jelzés csupán a megfogalmazás eredetét és a szerzői jogokat jelzi, nem szolgál a cikkben szereplő információk forrásmegjelöléseként.